# Mike Clark (batterista)
Mike Clark (Sacramento, 3 ottobre 1946) è un batterista statunitense.

## Biografia
La carriera di Mike Clark ebbe inizio con il gruppo di Herbie Hancock nei primi anni 1970 dove fu riconosciuto a livello internazionale come uno dei più eminenti batteristi funk e jazz americani.
Spesso definito come il "Tony Williams del funk", Mike si considera invece un batterista jazz, e di fatto è diventato uno dei più vitali del genere. Ha suonato con grandi del jazz come Herbie Hancock e Chet Baker, nella sua lunga carriera.
Ex membro della facoltà di Drummers Collective, il suo libro Funk Drumming: Innovative Grooves & Advanced Concepts è stato pubblicato lo scorso anno da Hal Leonard ed è considerato un best seller.

## Discografia

### Da solista
- The Funk Stops Here - 1991

### Con il "The Mike Clark Sextet"
- Give the Drummer Some - 1989

### Con i "The Headhunters"
- Survival of the Fittest - 1975
- Straight from the Gate - 1977
- Evolution Revolution - 2003

### Con "Herbie Hancock"
- Thrust - 1974
- Man-Child - 1976
- Return of the Headhunters - 1998